# Itala (automobilska kuća)
Itala, punim imenom Itala Fabbrica Automobili bila je talijanska automobilska kuća i proizvođač automobila.
Osnovali su ju 1904. u Torinu Matteo Ceirano i njegovih petorica poslovnih partnera. Dugo je vremena bila drugim talijanskim proizvođačem automobila. Vozila su izvozili diljem svijeta. 
Sudjelovali su na poznatoj automobilističkoj utrci Targa Florio 1906. gdje su se proslavili. 1907. je Scipion Borghese u Italu pobijedio na automobilskoj utrci od Pekinga do Pariza. Suputnici su mu bili mehaničar Ettore Guizardi i novinar Luigi Barzini stariji. Model kojim su pobijedili bio je Itala 35/45 HP. Slavnom je stazom 2007. ponovno prošla talijanska humanitarna ekspedicija Overland.
Tijekom rata od 1917. u proizvodila je motore pod licencijom Hispano-Suize motore za zrakoplovstvo. Cijelu je proizvodnju posvetila tomu.
Svjetska je kriza zahvatilia i ovu kuću. Proizvodnja prometala trajala je sve do 1935. godine. Automobile je razvijala do 1929. godine, kad se je zbog novčarskih razloga spojila s Officine Metallurgiche e Meccaniche di Tortona te ponijela ime Itala S.A. 1931. je stavljena u likvidaciju te naposljetku zatvorena 1934. godine pod novim imenom Itala SACA, organizirano radi dovršenja i prodaje preostale proizvodnje.

## Vanjske poveznice
- Itala[neaktivna poveznica], Nacionalni automobilski muzej u Torinu